# Variables conjuguées (formalisme hamiltonien)
Ne doit pas être confondu avec Variables conjuguées (thermodynamique).
Dans le formalisme hamiltonien de la physique, deux variables sont dites conjuguées si l'une est la dérivée de l'action par rapport à l'autre.
Le produit des deux variables conjuguées est alors homogène à une action — grandeur dont la dimension est M·L 2·T −1  — et s'exprime, dans le Système international (SI) d'unités, en joules secondes (J s). Par exemple, l'énergie et le temps sont deux variables conjuguées car le produit d'une énergie par une durée est homogène à une action.
La notion de variable conjuguée est à la base de la mécanique lagrangienne et est aussi un fondement du principe de complémentarité en mécanique quantique.